# Gerald Barry (Komponist)

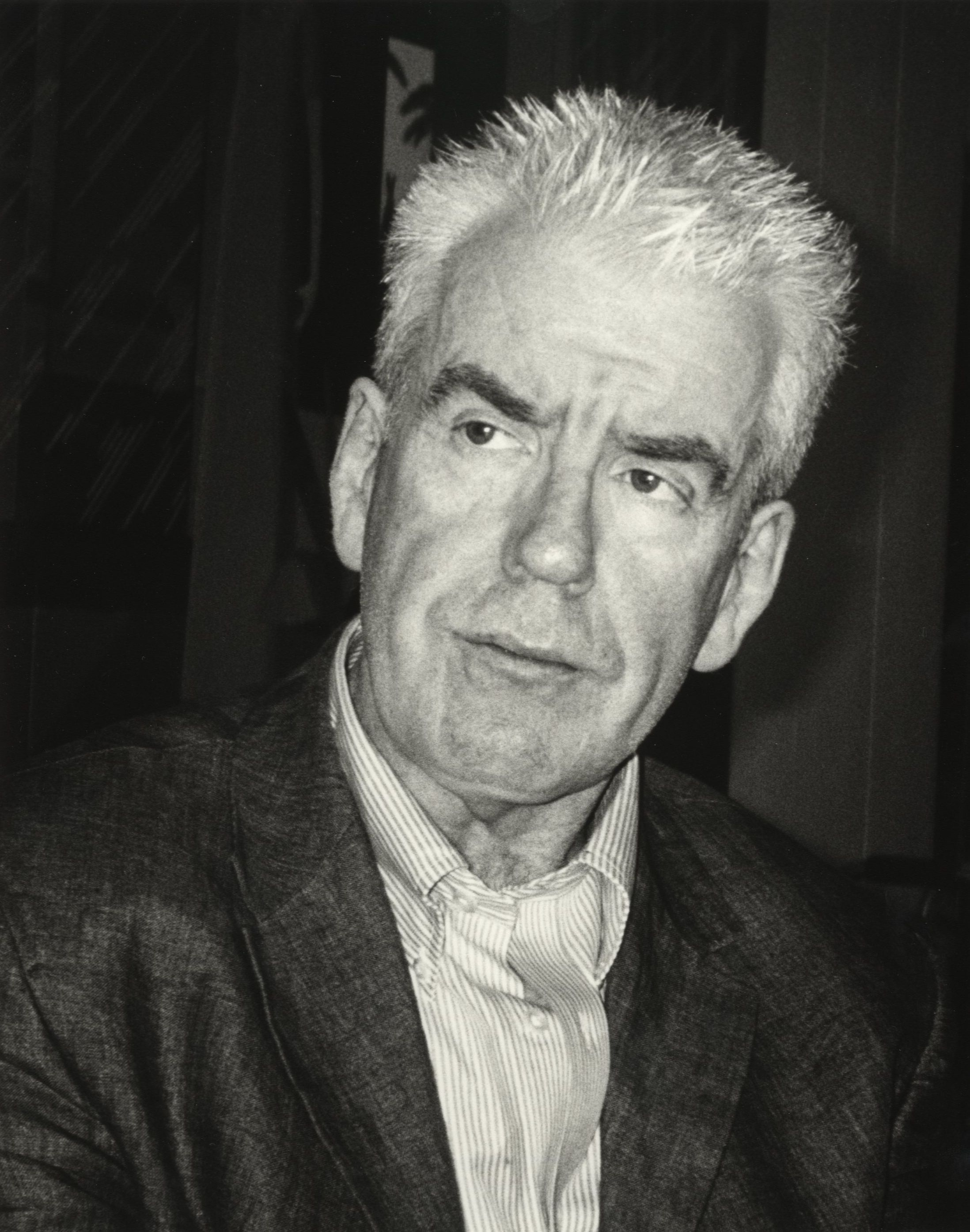
Gerald Barry (2007)

Gerald Barry (* 28. April 1952 in Clare Hill, Clarecastle, Grafschaft Clare) ist ein irischer Komponist.

## Leben und Werk
Der junge Gerald Barry besuchte zunächst St. Flannan’s College in Ennis. Anschließend studierte er Musik am University College Dublin, in Amsterdam bei Peter Schat, in Köln bei Karlheinz Stockhausen und Mauricio Kagel sowie in Wien bei Friedrich Cerha. Von 1982 bis 1986 lehrte er an der University of Cork. Da er auf dem Land in der Grafschaft Clare aufwuchs, hatte er – abgesehen vom Radio – wenig Kontakt zur Musik. Barry erzählt: „Die Erleuchtung für mich, im Sinne des heiligen Paulus auf der Straße nach Damaskus, war wohl eine Arie von Händel, vielleicht aus Serse, die ich im Radio hörte. Ich hörte diese Frau das singen, und mir wurde ganz anders. So habe ich die Musik entdeckt.“

„Barrys Welt hat scharfe Kanten, sie besteht aus präzise definierten, aber doch völlig unvorhersehbaren musikalischen Objekten. Seine Musik klingt in ihrer diamantenen Härte, ihrem Humor und gelegentlich ihrer Gewalttätigkeit wie die keines anderen Komponisten.“ Er setzt sein Tonmaterial oft unabhängig vom instrumentalen Medium ein und verwendet Einfälle in anderen Kompositionen weiter. Ein Beispiel sind Bearbeitungen des Triorchic Blues von einem Stück für Violine zu einem für Klavier und schließlich einer Arie für Countertenor in seiner Oper The Triumph of Beauty and Deceit. Einige seiner Werke sind für die Bassstimme, z. B.The Conquest of Ireland und Beethoven (eine Vertonung von Beethovens „Brief an die Unsterbliche Geliebte“). Seine jüngste Oper, The Importance of Being Earnest, erwies sich nach ihrer Uraufführung in Los Angeles und Europa-Premiere in London als ungewöhnlicher Erfolg.

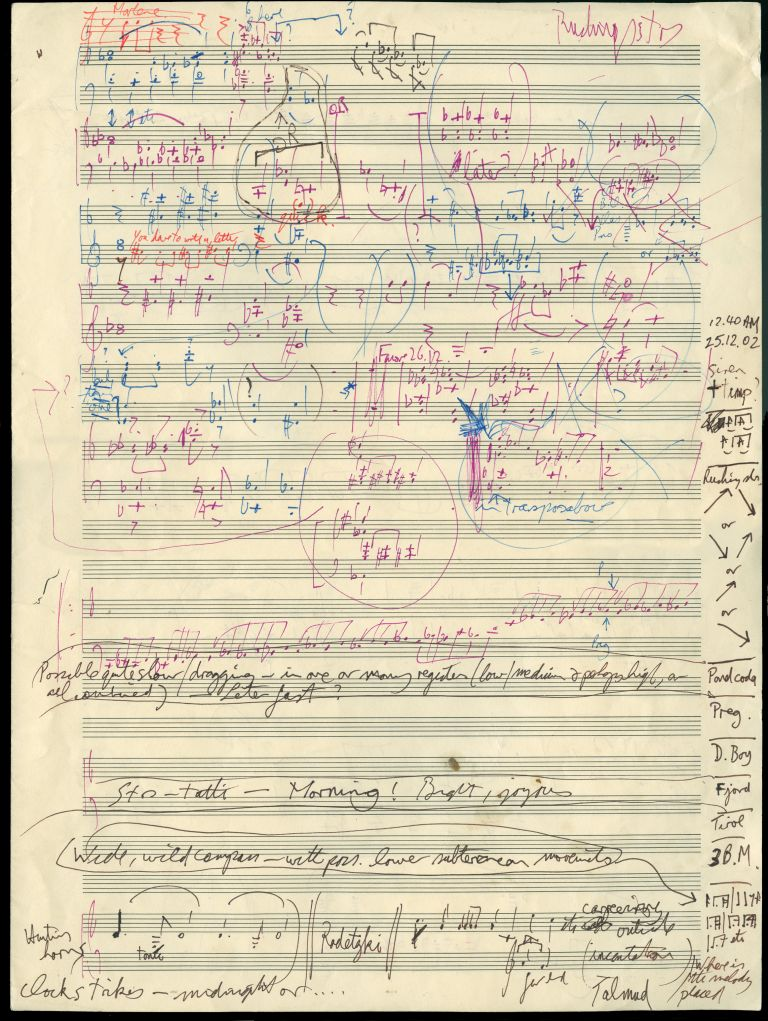
Entwurf für die Oper The Bitter Tears of Petra von Kant, 2005

„So wie Strindberg schreibt er, ‚was er will‘ und versucht dabei nicht, seine Charaktere zu charakterisieren, sondern sie seine eigenen Besonderheiten aufführen zu lassen, seine eigenen musikalischen Besonderheiten. Wie bei Strindberg, wo man das Gefühl hat, dass jeder Satz für sich selbst steht und die Charaktere nur ausgeliehen sind, um diese Sätze zu sagen (ausgeliehen, um dem Text Fleisch zu geben und nicht umgekehrt), ausgeborgt für nur einen Tag. In Geralds Oper nimmt der ganze Apparat – denn das ist er – eine Art surrealistische Gestalt an, so wie der Torso eines Menschen gezwungen wird, auf den Beinen eines anderen zu gehen, halb Operncharakter und halb Komponist.“

### Opern
- The Intelligence Park, Libretto Vincent Deane (1990)
- The Triumph of Beauty and Deceit, Libretto Meredith Oaks (1991-2)
- The Bitter Tears of Petra von Kant, nach dem Stück von Rainer Werner Fassbinder (2005)
- La Plus Forte, einaktige Oper für Sopran und Orchester nach Strindbergs Die Stärkere  (2007)
- The Importance of Being Earnest, Libretto Gerald Barry nach Oscar Wilde (2010)
- Alice's Adventures Underground (2014/15)

### Weitere Werke
- Things that gain by being painted for Sopran, Sprecher, Cello und Klavier (1977)
- Things That Gain für Klavier (1977)
- '_____'  für Ensemble (1979)
- ø für zwei Klaviere (1979)
- Kitty Lie Over Across From The Wall für Klavier und Orchester (1979)
- Sur les Pointes für Klavier (1981)
- Au Milieu für Klavier (1981)
- O Lord How Vain für Chor (1984)
- Five Chorales from The Intelligence Park für zwei Klaviere (1985)
- From The Intelligence Park für Orchester (1986)
- Swinging Tripes and Trillibubkins für Klavier (1986)
- Water Parted from The Intelligence Park für Sopran oder Countertenor und Klavier (1986)
- Streichquartett No. 1 (1985)
- Chevaux-de-frise für Orchester (1988)
- Bob für Ensemble (1989)
- Triorchic Blues für Klavier (1991)
- Sextett für Ensemble (1993)
- From The Triumph of Beauty and Deceit für Orchester (1994)
- Triorchic Blues für Solotrompete (1994)
- The Chair für Orgel (1994)
- Klavierquartett No 1 (1994)
- The Conquest of Ireland für Bassstimme und Orchester (1995)
- Quintett für Englischhorn, Klarinette, Cello, Kontrabass und Klavier (1994)
- Low für Klarinette und Klavier (1995)
- Klavierquartett No. 2 (1996)
- Before The Road für vier Klarinetten (1997)
- Streichquartett No. 2 (1998)
- 1998 für Violine und Klavier (1998)
- The Eternal Recurrence, Vertonung nach Nietzsche für Sopran und Orchester (1999)
- The Coming of Winter für Chor (2000)
- Wiener Blut für großes Ensemble (2000)
- Wiener Blut für Orchester (2000)
- Streichquartett No. 3 (Sechs Märsche) (2001)
- Snow is White für Klavierquartett (2001)
- God Save the Queen für Knabenstimme, Chor und großes Ensemble (2001)
- Dead March für großes Ensemble (2001)
- In The Asylum für Klaviertrio (2003)
- Trumpeter für Solotrompete (2003)
- Day für Orchester [Versionen for Streicher und volles Orchester (2005)]
- Lisbon für Klavier und Ensemble (2006)
- First Sorrow (Streichquartett No. 4) (2006)
- La Plus Forte for soprano and orchestra (2007)
- Karlheinz Stockhausen (1928–2007) für Stimme und Klavier (2008)
- Feldman’s Sixpenny Editions für großes Ensemble (2008)
- Le Vieux Sourd für Klavier (2008)
- Beethoven für Bassstimme und großes Ensemble (2008)
- No other people für Orchester (2009)
- Schott and Sons Mainz für Bassstimme und Chor (2009)
- Klavierkonzert (2012)
- O Tannenbaum for Chor oder Stimme und Klavier (2012)
- No people für Ensemble (Nonett) (2013)
- Humiliated and Insulted für Klavier (2013)
- Baroness Ritkart für Orchester oder eine beliebige Anzahl von Instrumenten (2014)
- Crossing the Bar für Stimme, beliebige Instrumente oder Orchester (2014)
- Canada für Singstimme und Orchester (2017)
- Orgelkonzert (2018)
- Bratschenkonzert (2019)
- Blessington für Altflöte und Klavier (2022)

## Tonaufnahmen
- Gerald Barry: Chamber and solo piano works / Nua Nós, Noriko Kawai (piano), Dáirine Ní Mheadhra (conductor) NMC DO22 (1994)
- Barry / Orchestral Works / Marco Polo 8.225006 (1997)
- The Triumph of Beauty and Deceit / Soloists, Composers Ensemble, Diego Masson Largo 5135 (1998)
- Things That Gain / Music for piano, 2 pianos, chamber and vocal music / Gerald Barry and Kevin Volans, pianos, Xenia Ensemble. Nicholas Clapton, countertenor / Black Box Music BBM 1011 (1998)
- Snow is White / The Schubert Ensemble / NMC (2001)
- The Intelligence Park, Almeida Ensemble, Robert Houlihan (conductor) NMC D122 (2005)
- The Bitter Tears of Petra von Kant / Soloists / RTESO / Gerhard Markson / RTÉ 261 (2005)
- La Jalousie Taciturne / Irish Chamber Orchestra / Black Box
- In The Asylum / Trio Fibonacci / NMC (2005)
- Triorchic Blues for Trumpet / Marco Blaauw / BV Haast Records – CD 0406 (2006)
- Lisbon / Thomas Adès, piano / BCMG / CMC Ireland Volume 8 (2009)
- Lady Bracknell’s song from The Importance of Being Earnest / Gerald Barry, voice & piano / NMC (2009)
- The Chair for organ / David Adams / CMC Ireland
- The Importance of Being Earnest / Solisten / Birmingham Contemporary Music Group / Thomas Adès / NMC D197 (2014)